# Amstelkwartier
Het Amstelkwartier is een buurt in Amsterdam in de wijk Overamstel, in het zuiden van het stadsdeel Amsterdam-Oost. De buurt ligt ten zuiden van en aan de bocht van de Amstel omsloten door Spaklerweg en Duivendrechtsevaart. Beeldbepalend in de buurt zijn de monumentale, beschermde bouwwerken van de voormalige Zuidergasfabriek, zoals de Watertoren, en Park Somerlust, dat langs de Amstel ligt. Torens die de rand van de wijk markeren zijn die van Waternet, het Ruby-hotel, de woontorens De Spakler en HAUT en de in aanbouw zijnde woontoren Elements.
De planontwikkeling startte in 2005; de eerste bewoners konden er in 2011 intrekken. De buurt zal volgens de planning 3.300 wooneenheden tellen. De ontwikkeling gebeurt in drie delen; het eerst ontwikkelde Amstelkwartier 1e fase met 1.500 woningen is in 2023 voltooid.
Amstelkwartier fase 2 bestaat uit de oost- en westkant aan het Bella Vistapark: in oktober 2017 startte de bouw van de eerste van 150 woningen, waarvan de eerste realisaties in 2019 werden opgeleverd. Aan de oostkant worden het directiegebouw en de hoofdopzichterswoning van de Zuidergasfabriek, twee rijksmonumenten, omgebouwd tot woningen en aan de zijkant vergezeld door nieuwbouwvilla's. De start van de bouw van 850 woningen aan de westzijde is gepland voor is gestart in 2020.
Amstelkwartier fase 3 bevindt zich in een strook ten zuiden van de Amstelstroomlaan, met zo'n 800 woningen. In 2023 schreef de gemeente de eerste aanbesteding uit. In dit zuidelijk deel van de buurt zijn ook twee scholen, supermarkten, winkels en andere voorzieningen ingepland. De Amstelstroomlaan zal dienen als centrale buurstraat. In 2022 is deze straat door middel van Amstelstroombrug verbonden met de Joan Muyskenweg aan de andere kant van de Duivendrechtsevaart, waardoor Amsterdam-Zuid sneller te bereiken is.
Aan de oostelijke grens van de buurt ligt metrohalte Spaklerweg aan de straat met dezelfde naam. In het verlengde van de Spaklerweg ligt op enkele honderden meters het ov-knooppunt Amstelstation.
De buurt grenst aan de de buurten Weespertrekvaartbuurt (oost), Bajeskwartier (oost) en het Kauwgomballenkwartier (zuid). Aan de westkant grenst het aan het begin van de A2.

## Galerij

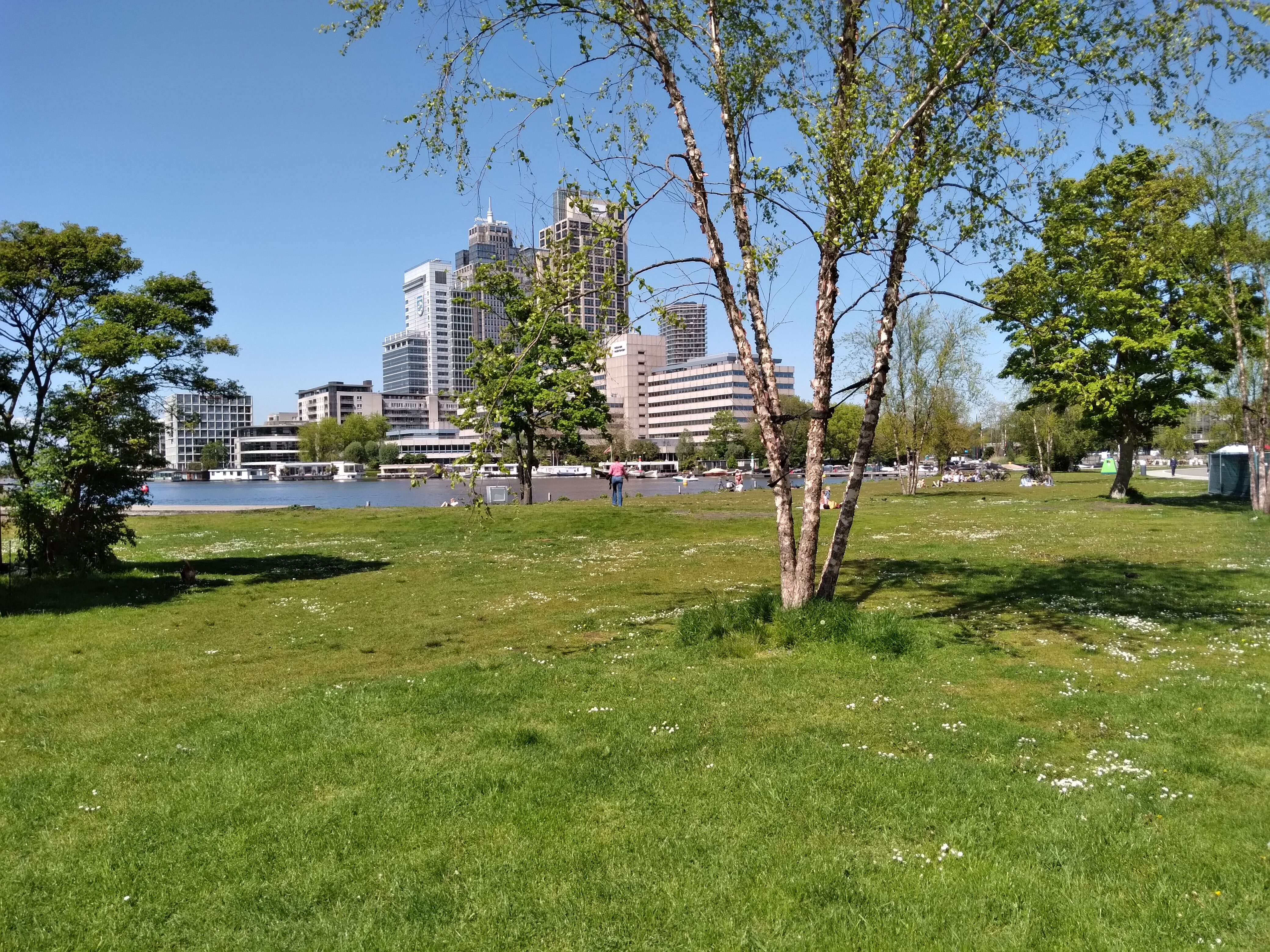
Zicht vanaf het Amstelkwartier op Park Somerlust, de Amstel en De Omval.
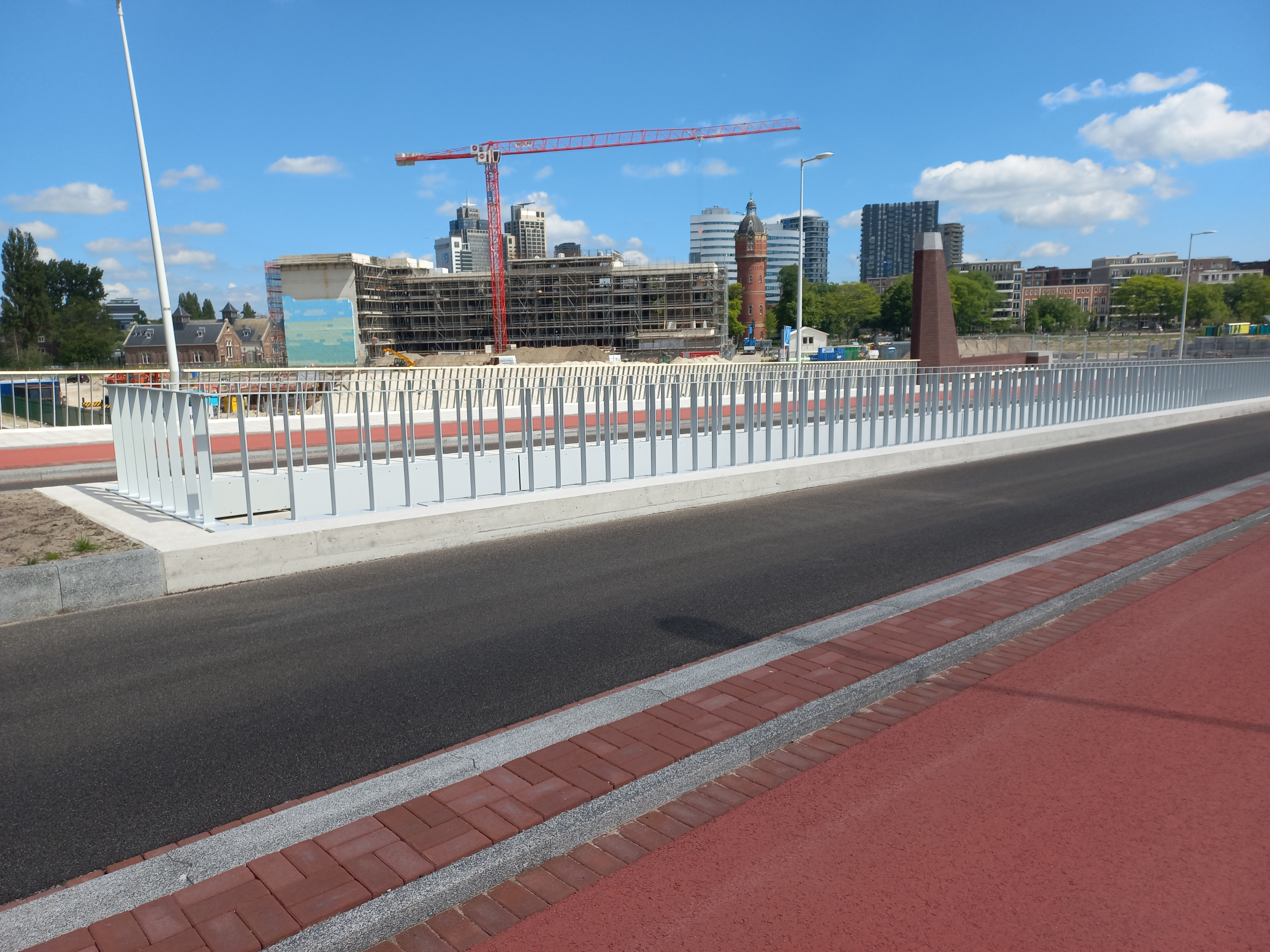
Amstelkwartier gezien vanaf de Amstelstroombrug met fase 1 voltooid (achter watertoren) en fase 2 in aanbouw (vóór watertoren).
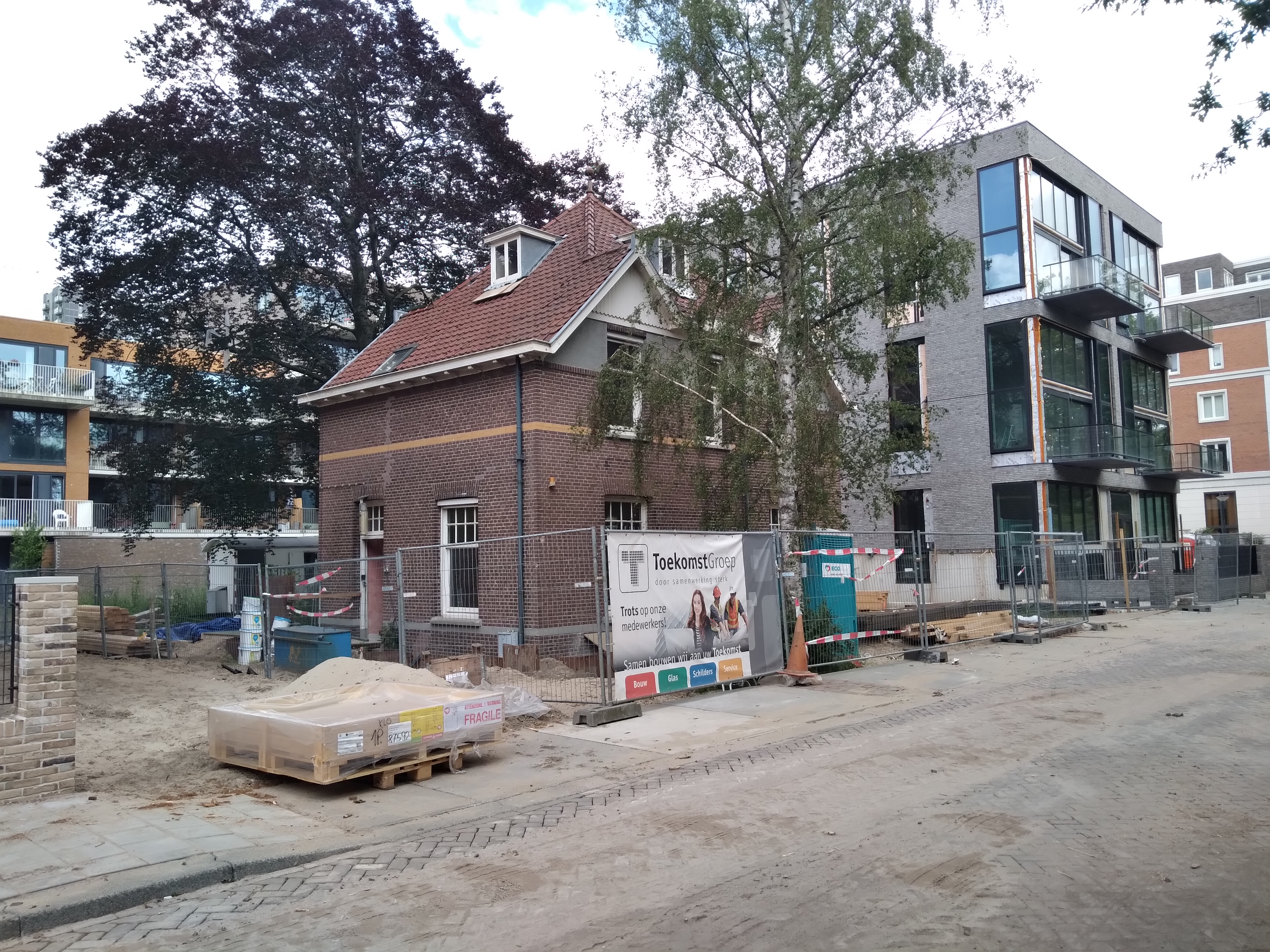
Opzichterswoning en nieuwbouwvilla aan de Bella Vistastraat.
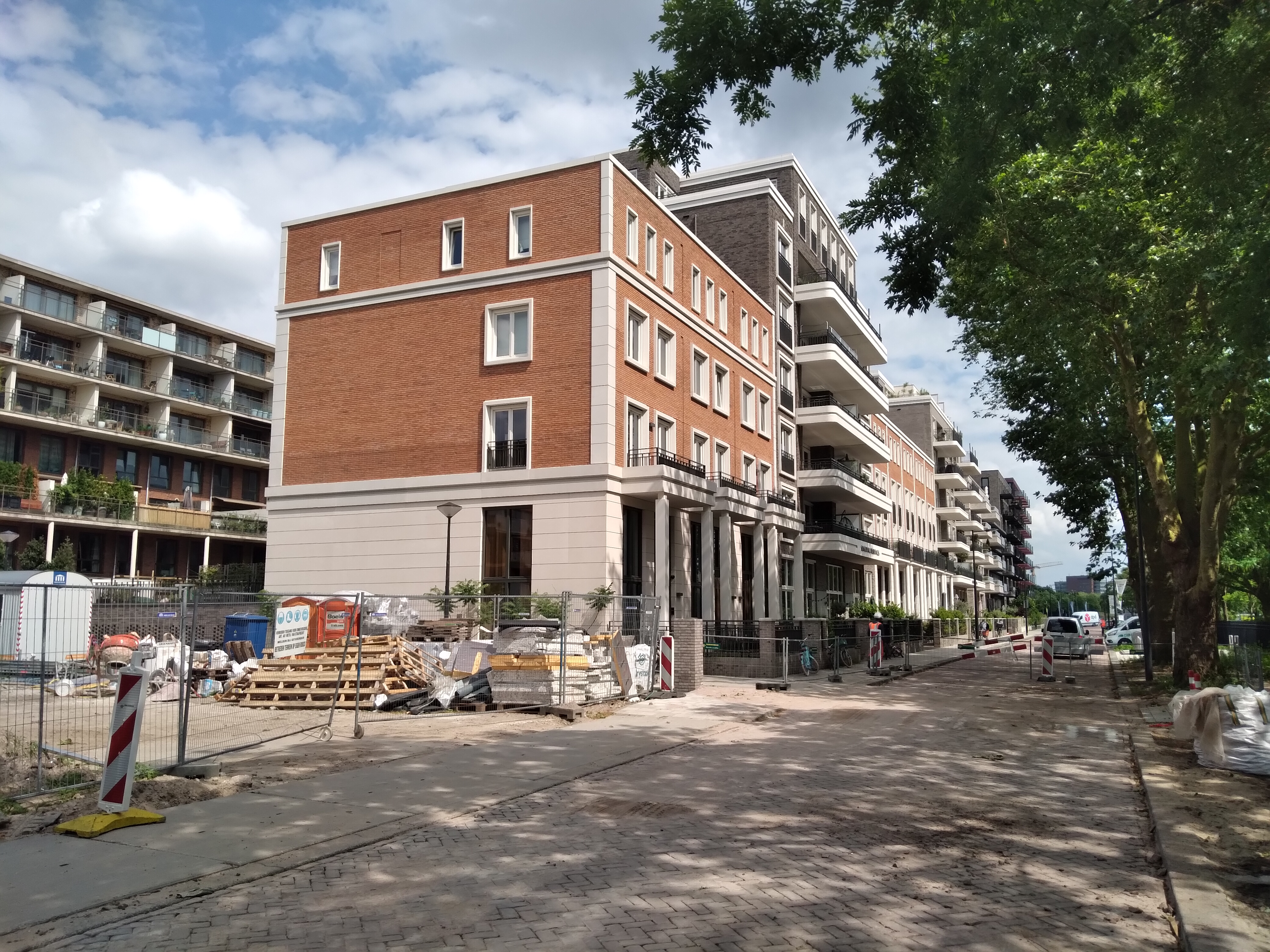
Nieuwbouwwoningen aan de Bella Vistastraat.
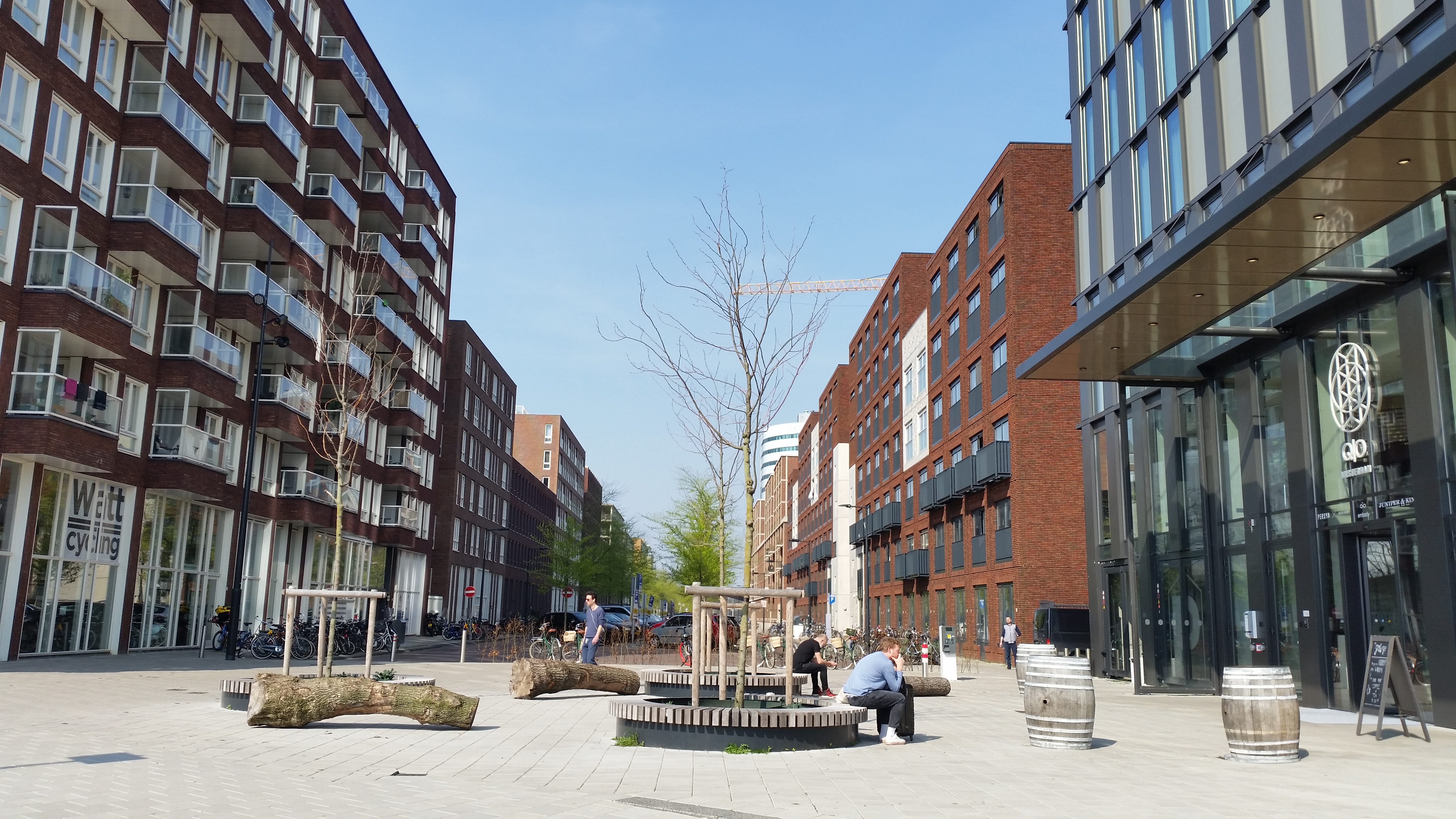
Amstelvlietstraat kijkend richting de Amstel.
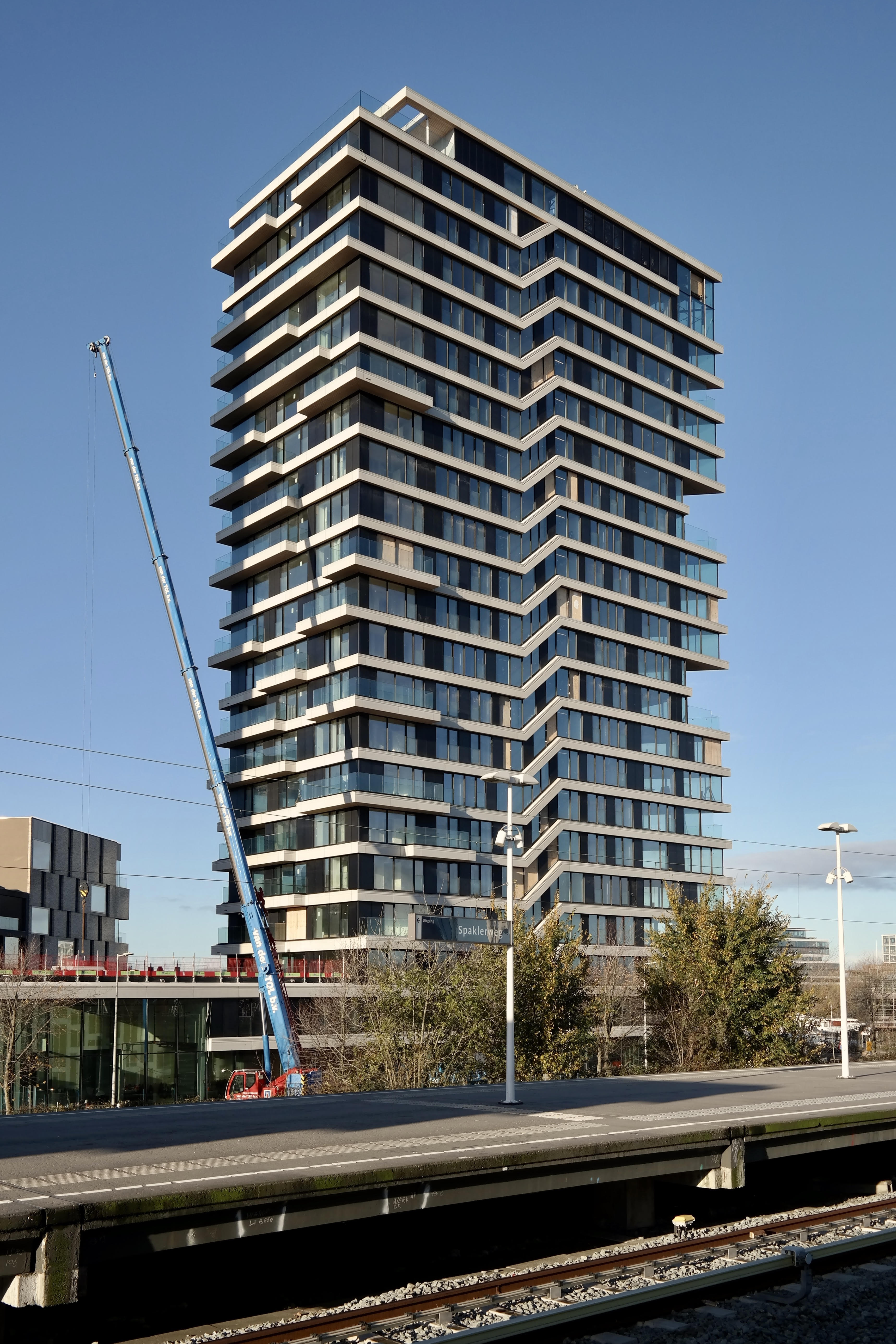
Woontoren HAUT
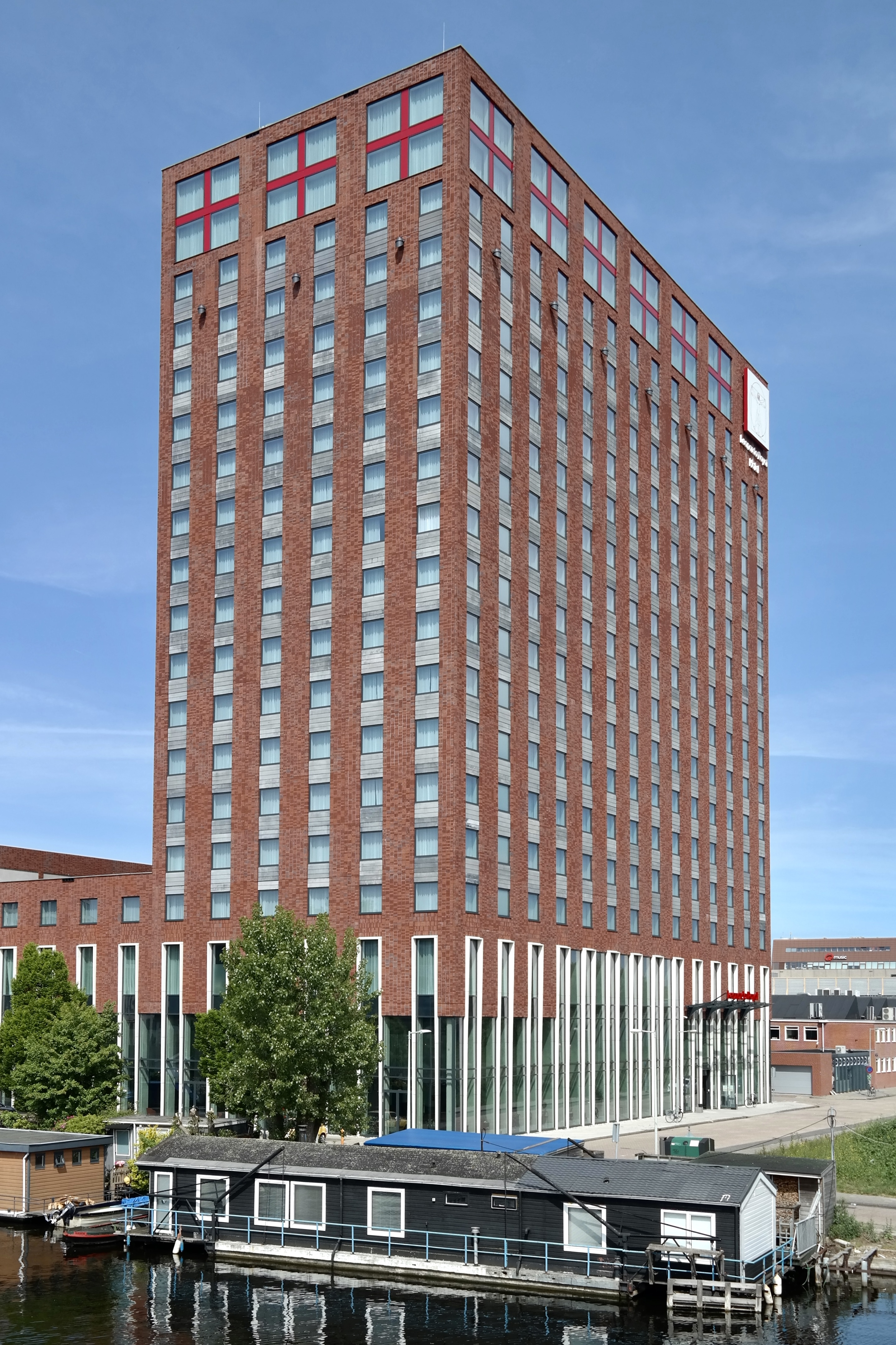
Leonardo Royal Hotel aan de Paul van Vlissingenstraat